# 安田修 (起業家)
安田 修（やすだ おさむ、1976年 - ）は、日本の起業家、著作家、ノート術研究家、信用の器フラスコ代表、株式会社シナジーブレイン代表取締役。『お金が増えるノート術』『ノート術大全』『自分を変えるノート術』『新しい副業のかたち』『新しい起業のかたち』著者。北海道出身、北海道大学経済学部卒業。

## 経歴
北海道生まれ。北海道士別高等学校、北海道大学経済学部を卒業。
2000年（平成12年）大学を卒業後に日本生命保険相互会社入社。システム部門、投資・融資部門に所属。LBO(企業買収資金)に関するローン、プロジェクトファイナンス等の高度なファイナンス、証券・不動産投資のリスク管理等も経験。企業評価や財務、資産運用に関する高度な知識・スキルを習得。学生時代より起業を夢見ており、人生計画書を作成し、必要な資格や経済基盤等の準備を整えた上で、同社を退職後、起業。
2015年（平成27年）株式会社シナジーブレインを設立、代表取締役に就任。ノートを使った一人合宿で考え抜くことを大切にしている。コミュニティプラットフォーム「フラスコ」（会員約2800人超）、オンラインサロン「フラスコビジネスアカデミー」を主催。「誰もが自由で、好奇心あふれる生き方ができる世界を創る」をミッションとして活動。
2019年（平成31年）初の著書『アフィリエイト、YouTubeはもう古い！　サークル活動で楽しく月10万円稼ぐ　新しい副業のかたち』を出版。
2020年（令和2年）1月24日、自身のYouTubeチャンネル『フラスコ公式チャンネル【コンサルタント・コーチビジネスで起業】』開設。同年『新しい起業のかたち : 資金ない、人脈ない、アイデアないの3ない状態でも起業できる! : 会社にいながら起業して月100万円稼ぐ』を出版。
2022年（令和4年）『自分を変えるノート術 : 書けば理想は実現できる』『仕事と勉強にすぐに役立つ「ノート術」大全』を出版。
2023年（令和5年）『お金が増えるノート術　貯まる・稼げる・殖える　３つのステップでお金の不安が消える！』を出版。
現在、ノート術と起業支援・仕組みづくりの専門家として活動中。

## 人物
- 趣味は読書、旅行[5]。インド3ヶ月放浪の経験を持つ[2]。
- 既婚者。息子と娘の父（2023年現在）[2]。

## 資格
- 中小企業診断士、証券アナリスト、ファイナンシャルプランナー[5]、マスターコーチ、GCS認定プロフェッショナルコーチ、AFP、ソフトウェア開発技術者、日商簿記2級、将棋アマ初段[2]。
- いずれも合格実績で、現在は資格更新はしていない。

## 書籍
※ 国立国会図書館「安田修」調べにて
- 『アフィリエイト、YouTubeはもう古い！　サークル活動で楽しく月10万円稼ぐ　新しい副業のかたち』（エムディエヌコーポレーション、2019年10月18日）　ISBN 978-4844368915
- 『新しい起業のかたち : 資金ない、人脈ない、アイデアないの3ない状態でも起業できる！会社にいながら起業して月100万円稼ぐ　新しい起業のかたち』（エムディエヌコーポレーション、2020年3月25日）　ISBN 978-4844369790
- 『コミュニティ・ビジネスの教科書』（2021年1月28日）[7]
- 『マーケティング・オートメーションの教科書』（2021年3月21日）[8]
- 『自分を変えるノート術 : 書けば理想は実現できる』（明日香出版社、2022年1月20日）　ISBN	9784756921932
- 『仕事と勉強にすぐに役立つ「ノート術」大全 : 50冊のノウハウがこの1冊で!あらゆるノート本、メモ本を試してみた!』（日本実業出版社、2022年10月28日）　ISBN 9784534059512
- 『お金が増えるノート術　貯まる・稼げる・殖える　３つのステップでお金の不安が消える！』（幻冬舎、2023年12月13日）　ISBN 9784344042155

## 出演

### 雑誌
- 『日経WOMAN』（日経BP）
- 『プレジデント』（プレジデント社）